# 라얀 셰르키
마티스 라얀 셰르키(프랑스어: Mathis Rayan Cherki, 2003년 8월 17일 ~ )는 프랑스의 축구 선수이다. 그의 포지션은 공격형 미드필더 또는 윙어로, 현재 프리미어 리그의 맨체스터 시티에서 활약하고 있다.

## 어린 시절
셰르키는 2003년 8월 17일 프랑스 리옹 3구에서 태어났다. 셰르키의 아버지는 알제리-이탈리아계이고, 어머니는 알제리계다.

## 클럽 경력
셰르키는 리옹의 유소년 아카데미 출신으로, 그들이 성장시킨 최고의 유망주로 손꼽힌다. 그는 15세의 나이에 샹피오나 나시오날 2의 리저브 팀에서 뛰기 시작했다. 2019년 7월 7일, 셰르키는 2022년까지 리옹과 첫 프로 계약을 맺었다. 2019년 10월 19일 0-0으로 비긴 디종과의 리그 1 경기에서 프로 데뷔전을 치렀다.
2019-20년 UEFA 유스리그에서 4골을 넣은 후, 그는 2019년 11월 27일, 16세 102일의 나이로 제니트와의 UEFA 챔피언스리그 조별 리그 경기에서 성인무대의 유럽대항전 데뷔전을 치렀다. 그는 2-0으로 패한 경기에서 74분에 막스웰 코르네와 교체 투입되었다.
2020년 1월 4일, 셰르키는 7-0으로 이긴 부르캉브레스와의 쿠프 드 프랑스 경기에서 교체로 들어가 성인팀 첫 골을 기록했는데, 이는 리옹에서 16세 140일의 나이로 득점을 기록한 최연소 선수가 되었다. 1월 18일, 그는 4-3으로 이긴 낭트와의 쿠프 드 프랑스 경기에서 2득점과 2도움을 기록하며 리옹의 4골에 모두 관여했다.
2020년 8월 19일, 셰르키는 바이에른 뮌헨과의 UEFA 챔피언스리그 경기에 소집되었다. 이 경기에서 그는 UEFA 챔피언스리그 준결승전에 출전한 최연소 선수가 되었다. 리옹은 0-3으로 패하면서 탈락하였다.
셰르키는 2021년 5월 2일, 3-2로 이긴 모나코와의 경기에서 리그 1 첫 골을 기록했다. 그의 경기 막판 결승골로 리옹이 승리했다.
2025년 6월 11일에 맨체스터 시티 FC와 5년 계약을 체결했다.

## 국가대표팀 경력
셰르키는 알제리와 프랑스 대표팀에서 뛸 자격이 있다. 셰르키는 2018년 프랑스 U-16 축구 국가대표팀 경기에 두 번 출전했는데, 둘 다 덴마크와의 친선 경기였다.

## 수상 내역
리옹
- 쿠프 드 라 리그 준우승: 2019–20[15]